# Malus niedzwetzkyana
Malus niedzwetzkyana hay táo Niedzwetzky, là một loại táo có nguồn gốc từ Trung Quốc, Afghanistan, Kazakhstan, Kyrgyzstan, và Uzbekistan. Một số nhà thực vật học coi nó là một loài riêng biệt, trong khi những người khác cho rằng nó chỉ đơn giản là một giống khác của loài táo Malus pumila.
Táo Niedzwetzky rất hiếm, thường mọc đơn độc, và môi trường của nó đang bị đe dọa bởi việc khai thác gỗ và phát rẫy trong nông nghiệp. Chỉ còn khoảng 111 cá  thể loài này được tìm thấy tại Kyrgyzstan. Tổ chức Fauna & Flora International đang tiến hành khôi phục loài cây này tại đó và đã đặt M. niedzwetzkyana vào danh sách nguy cấp.
M. niedzwetzkyana được giới thiệu ở phương tây vào khoảng năm 1890 bởi Georg Dieck, người đã trồng nó tại Vườn ươm Zöschen, Đức từ hạt giống được gửi bởi luật sư người Nga và nhà thực vật học nghiệp dư Vladislav E. Niedzwiecki. M. niedzwetzkyana được đưa sang Hoa Kỳ vào khoảng năm 1896.

## Mô tả
M. niedzwetzkyana có thể sống được trong cái giá lạnh của mùa đông và chịu được những cơn hạn hán khá tốt. Trong tự nhiên, nó cao từ 5 tới 8 m (< 5 m khi được thuần hóa). Ngọn cây hình cầu và vỏ cây màu nâu tím rất sậm.
Cành non mới mọc có màu tía đậm, sau đó chuyển sang xanh đậm khi trưởng thành. Vào mùa xuân, cây nở những bông hoa màu đỏ hồng đường kính hơn 10 cm. Vỏ táo có màu đỏ sậm hoặc đỏ tía, ruột cũng mang màu đỏ tươi hoặc đậm với hạt màu nâu. Quả ăn được, có vị hơi chát, thịt khô, hơi dai. Ở vùng Kashgar (Tân Cương, Trung Quốc), nó được gọi là "táo đỏ".
M. niedzwetzkyana cũng được dùng để lai tạo ra nhiều giống táo đỏ ngày nay. Cũng như những giống táo khác, táo Niedzwetzky cũng được ngâm làm rượu và sản xuất thương mại với quy mô nhỏ.